# Бадьёль
Бадьёль — поселок в Троицко-Печорском районе республики Коми в составе сельского поселения Нижняя Омра на расстоянии примерно 27 километров по прямой от посёлка Троицко-Печорск на запад-северо-запад.

## География
Находится в западной части района на расстоянии примерно в 30 километрах к западу от посёлка Троицко-Печорск.

## Климат
Климат умеренно-континентальный, лето короткое и умеренно-прохладное, зима многоснежная, продолжительная и холодная. Среднегодовая температура −1,2 °C, при этом средняя температура января равна −18 °C, июля +16 °C. Продолжительность отопительного периода равна 254 суткам при среднесуточной температуре −7,4 °C. Устойчивый снежный покров образуется в среднем 26 октября и продолжается до 14 мая. Средняя высота снежного покрова за зиму незащищённых участков — 74 см, максимальная — 116 см, минимальная — 38 см.
Часовой пояс
Поселок Бадьёль находится в часовой зоне МСК (московское время). Смещение применяемого времени относительно UTC составляет +3:00.

## История
Возник в конце 1940-х — начале 1950-х годов после открытия в этом районе газового и нефтяного месторождений. Название посёлка дано по названию реки. До этого на месте посёлка в 1930-е годы был создан лагпункт Ухтпечлага. Современный жилой посёлок расположен на месте бывшего лагпункта. Многие дома посёлка заброшены, разрушены.

## Население
| 1989 | 2002 | 2010 |
| ---- | ---- | ---- |
| 417  | ↘155 | ↘109 |

Постоянное население составляло 155 человек в 2002 году (русские 73 %), 109 человек в 2010 году.

## Инфраструктура
Имеется библиотека.